# Witold Niedek
Witold Niedek (ur. 11 grudnia 1932 w Baranowiczach) − generał brygady WP.

## Życiorys
Syn Mariana i Aleksandry z Gajowniczków, absolwent szkoły średniej w Izbicy Kujawskiej, 1950-1952 podchorąży Oficerskiej Szkoły Artylerii Przeciwlotniczej w Koszalinie, następnie podporucznik i dowódca plutonu ogniowego armat przeciwlotniczych w 65. Pułku Artylerii Przeciwlotniczej. Później był dowódcą baterii szkolnej i pomocnikiem szefa sztabu Dywizyjnej Szkoły Podoficerskiej w stopniu porucznika. 
1956-1959 studiował w Akademii Sztabu Generalnego WP, 1958 mianowany kapitanem. 1959-1963 pomocnik szefa Wojsk Obrony Przeciwlotniczej w Dowództwie Pomorskiego Okręgu Wojskowego w Bydgoszczy, 1963-1967 dowódca 22. Dywizjonu Artylerii Przeciwlotniczej w Szczecinie w stopniu majora, 1967-1969 dowódca 124. Pułku Artylerii Przeciwlotniczej w Szczecinie w stopniu podpułkownika (obie jednostki wchodziły w skład 12. Dywizji Zmechanizowanej w Szczecinie). 1970-1971 zastępca szefa, a 1971-1974 szef Wojsk Obrony Przeciwlotniczej w Dowództwie Pomorskiego Okręgu Wojskowego w Bydgoszczy. 
Od stycznia 1974 do lutego 1991 komendant-rektor Wyższej Szkoły Oficerskiej Wojsk Obrony Przeciwlotniczej w Koszalinie; szkoła ta była 6-krotnie wyróżniana medalami „Za Osiągnięcia w Służbie Wojskowej” (w latach 1978, 1979, 1981, 1983, 1984 i 1988), w 1977 wyróżniona tytułem „Wojskowego Mistrza Gospodarności” i w 1978 „Mistrza Mistrzów Gospodarności”. a w 1990 wyróżniona tytułem „Przodująca Wyższa szkoła Oficerska” i nagrodzona Pucharem Przechodni. Jesienią 1978 mianowany generałem brygady; nominację wręczył mu w Belwederze przewodniczący Rady Państwa PRL Henryk Jabłoński. Od lutego 1991 do stycznia 1993 szef Wojewódzkiego Sztabu Wojskowego w Bydgoszczy, następnie przeniesiony w stan spoczynku i pożegnany przez ministra obrony Janusza Onyszkiewicza.

## Odznaczenia
- Krzyż Oficerski Orderu Odrodzenia Polski (1985)
- Krzyż Kawalerski Orderu Odrodzenia Polski (1969)
- Medal 40-lecia Polski Ludowej
- Złoty Medal „Siły Zbrojne w Służbie Ojczyzny”
- Srebrny Medal „Siły Zbrojne w Służbie Ojczyzny”
- Złoty Medal „Za zasługi dla obronności kraju”

I inne.